# Blake Griffin
Blake Austin Griffin (ur. 16 marca 1989 w Oklahoma City) – amerykański koszykarz, występujący na pozycji silnego skrzydłowego.

## Dzieciństwo
Ojciec Blake'a, Tommy, jest Afroamerykaninem, a matka Gail jest biała. Griffin ma starszego brata, Taylora, który również gra zawodowo w koszykówkę. Griffin dorastał w Edmond w stanie Oklahoma, gdzie uczęszczał do liceum Oklahoma Christian.
W 2007 wystąpił w meczu gwiazd amerykańskich szkół średnich - McDonald’s All-American.

## College
Griffin spędził dwa sezony na University of Oklahoma, gdzie był ważnym punktem tamtejszej drużyny Sooners. W pierwszym sezonie (2007/08) notował średnio 14,7 punktów i 9,1 zbiórek na mecz, a Sooners zakończyli rozgrywki z bilansem 23 wygranych i 12 porażek. Sam Griffin został wybrany do pierwszej piątki zawodników konferencji, w której występował (Big 12 Conference).
W drugim sezonie na uniwersytecie Griffin zaliczył 30 razy double-double, co było najlepszym wynikiem w konferencji i o jeden gorszym od rekordu NCAA – w sezonie 1986/87 David Robinson zanotował 31 double-doubles. Także łączna liczba zbiórek Griffina – 504, była rekordowa w historii Big 12 Conference w pojedynczym sezonie. Najlepszym występem Griffina był mecz z 14 lutego 2009 Oklahoma Sooners przeciwko Red Raiders z Texas Tech University, w którym rzucił rekordowe w karierze 40 punktów (16/22 rzutów z gry, 8/10 osobistych) i zanotował 23 zbiórki (16 w obronie, 7 w ataku) w 31 minut. Blake Griffin otrzymał prestiżową nagrodę im. Naismitha dla najlepszego koszykarza uniwersyteckiego w sezonie 2008/09 (2008-2009 Naismith Award for College Player of the Year).
1 marca 2016, jego numer 23 został zastrzeżony przez Sooners.

## NBA
W 2009 wybrany w drafcie NBA z numerem 1 przez Los Angeles Clippers. W barwach Clippersów grał również w lidze letniej w 2009, gdzie przyznano mu tytuł MVP. W wyniku kontuzji rzepki lewego kolana Blake nie zagrał przez cały sezon 2009/10.
W debiucie w NBA przeciwko Portland Trail Blazers Griffin zanotował 20 punktów, 14 zbiórek i 4 asysty.
Griffin został zaproszony do konkursu wsadów.
17 stycznia 2011 w meczu przeciw Indiana Pacers wygranym przez Clippers 114-107, Blake Griffin zanotował 47 punktów ustanawiając rekord kariery w zdobyczy punktowej.
19 lutego 2011 zwyciężył w Sprite Slam Dunk Contest w czasie All Star Weekend.
W sezonie 2010/2011 zdobył tytuł debiutanta roku NBA i został wybrany do pierwszej piątki pierwszoroczniaków.
4 czerwca 2014 został wybrany do drugiej piątki All-NBA Team za sezon 2013/14.
1 lipca 2017 podpisał 5-letni kontrakt z Los Angeles Clippers na łączną kwotę 173 milionów dolarów. Tym samym został piątym najlepiej zarabiającym zawodnikiem NBA w sezonie 2017/2018.
29 stycznia 2018 został wymieniony do Detroit Pistons w transakcji obejmującej sześciu zawodników. 5 marca 2021 klub Pistons wykupił jego umowę przez co stał się niezastrzeżonym, wolnym agentem. 8 marca zawarł umowę do końca sezonu z Brooklyn Nets. 30 września 2022 dołączył do Boston Celtics.
16 kwietnia 2024 roku w mediach społecznościowych poinformował o zakończeniu profesjonalnej kariery koszykarskiej.

## Osiągnięcia

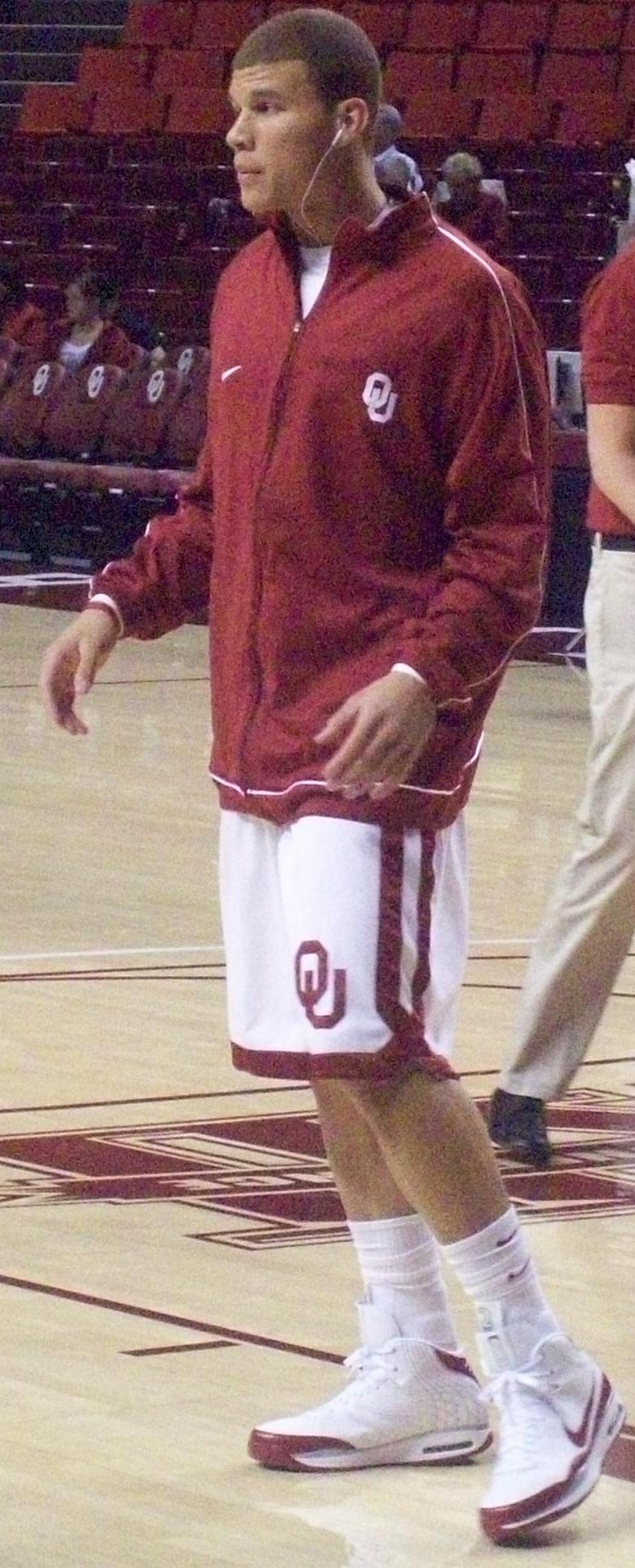
Griffin podczas występów na uczelni Oklahoma

Stan na 5 października 2023, na podstawie, o ile nie zaznaczono inaczej.
NCAA
- Uczestnik:
  - rozgrywek:
    - Elite Eight turnieju NCAA (2009)
    - rundy 32 turnieju NCAA (2008, 2009)

  - turnieju NCAA (2008, 2009)
- Koszykarz Roku:
  - NCAA:
    - im. Naismitha (2009)[17]
    - im. Woodena (2009)[18]
    - według:
      - Associated Press (AP – 2009)[19]
      - National Association of Basketball Coaches (NABC – 2009)[20]
      - United States Basketball Writers Association (USBWA – 2009)[21]
      - Sporting News (SN – 2009)[22]
      - Basketball Times (2009)
      - Adolph Rupp Trophy (2009)[23]
      - Pete Newell Big Man Award (2009)[24]

  - konferencji Big 12 (2009)[25]
- MVP turnieju Coaches vs. Classic Norman Regional (2008)
- Most Outstanding Player (MOP = MVP) NIT Season Tip-Off (2009)
- Zaliczony do:
  - I składu:
    - All-American (2009)
    - konferencji Big 12 (2008, 2009)
    - defensywnego konferencji Big 12 (2009)
    - debiutantów Big 12 (2008)
    - pierwszorocznych zawodników Big 12 (2008)
    - turnieju Coaches vs. Classic (2008)
- Lider NCAA w zbiórkach (2009)[26]
- Drużyna Oklahoma Sooners zastrzegła należący do niego numer 23

NBA
- Debiutant Roku NBA (2011)[27]
- Wielokrotnie powoływany do udziału w meczu gwiad NBA (2011–2015[a], 2019[29])
- Uczestnik Rising Stars Challenge (2011, 2012)
- MVP letniej ligi NBA (2009)
- Zwycięzca konkursu wsadów NBA (2011)
- Zaliczony do:
  - I składu debiutantów NBA (2011)[30]
  - II składu NBA (2012–2014)
  - III składu NBA (2015, 2019[31])
- Zawodnik:
  - miesiąca NBA (luty 2014)
  - tygodnia (10.12.2012, 18.11.2013, 23.12.2013, 17.03.2014, 1.12.2014)
- Debiutant miesiąca (listopad, grudzień 2010, styczeń–kwiecień 2011)